# Alex Massie
Pour les articles homonymes, voir Massie.
Alexander C. Massie, couramment appelé Alex Massie, est un footballeur international puis entraîneur écossais, né le 13 mars 1906, à Glasgow et mort le 20 septembre 1977. Il évolue au poste de milieu de terrain et est principalement connu en tant que joueur puis entraîneur à Aston Villa.
Il compte 18 sélections pour un but inscrit en équipe d'Écosse.

## Biographie

### Carrière internationale
Alex Massie reçoit 18 sélections pour l'équipe d'Écosse (la première, le 19 septembre 1931, pour une victoire 3-1, à l'Ibrox Park de Glasgow, contre l'Irlande en British Home Championship, la dernière le 30 octobre 1937, pour une défaite 1-2, au Ninian Park de Cardiff, contre le pays de Galles en British Home Championship). Il inscrit 1 but lors de ses 18 sélections, à l'occasion de son dernier match.
Il participe avec l'Écosse aux British Home Championships de 1932 à 1938.

#### Buts internationaux
| no | Date            | Lieu                 | Adversaire     | Score final | Compétition               |
| -- | --------------- | -------------------- | -------------- | ----------- | ------------------------- |
| 1  | 30 octobre 1937 | Ninian Park, Cardiff | Pays de Galles | 1-2         | British Home Championship |

## Palmarès

### Comme joueur
- Bethlehem Steel F.C. (en) :
  - Champion de la saison régulière de l'American Soccer League en 1928-29 et en 1929
- Aston Villa :
  - Champion de D2 anglaise en 1937-38

### Comme entraîneur
- Hereford United :
  - Vainqueur de la Coupe de la Southern League en 1952